# Donna Tartt
Donna Tartt (Greenwood (Mississippi), 23 december 1963) is een Amerikaans schrijfster.

## Levensloop
Donna Tartt werd geboren in Greenwood (Mississippi) en groeide op in de nabijgelegen plaats Grenada. Haar vader, Don Tartt, was een lokale politicus en haar moeder was secretaresse. Op haar dertiende werd Tartt's eerste werk gepubliceerd: een sonnet in een lokaal literair tijdschrift.
Tartt studeerde klassieke talen en filosofie aan het Bennington College in Bennington (Vermont), samen met onder anderen Bret Easton Ellis. Ze debuteerde in 1992 met de roman The Secret History, Nederlandse titel: 'De verborgen geschiedenis', over zes studenten klassieke talen, die op zoek gaan naar de vervoering, die door Euripides in zijn toneel 'Bakchai' werd beschreven. Hierin wordt meermaals verwezen naar de roes die de maenaden, de vrouwelijke volgelingen van Dionysos, bereiken en waarin ze in een uitzinnige staat van bewustzijn dieren verscheuren, geslachtsgemeenschap hebben en dergelijke meer, maar tijdens hun zoektocht loopt er het een en ander mis. Dit boek leverde Tartt veel lovende kritiek op en de verwachtingen voor haar tweede boek stonden hoog gespannen.
Dit verscheen in 2002, The Little Friend, De kleine vriend. De kleine vriend werd het eerst uitgegeven in Nederland, nog voor de Engelse uitgave.
Ze schreef in 2004 een kort verhaal, Sleepytown: A Southern Gothic Childhood, with Codeine, Het Land Van De Papaver. 
De in 2013 verschenen roman Het puttertje kreeg de wereldpremière in de Nederlandse vertaling. Een Nederlands element van de roman is dat Het puttertje, een schilderij van Carel Fabritius, er een rol in speelt. Dat staat op de omslag. Het boek won in 2014 de Pulitzerprijs voor fictie.
In de jaren 2020 kwam Donna Tartts boek The secret history opnieuw in de belangstelling, vooral via booktoks en fandoms. The secret history werd de oorsprong voor de Dark academia beweging.

### Romans
| Jaar (origineel) | Titel (origineel)  | Titel vertaling (Nederlands) | Jaar (vertaling) | Uitgever (vertaling) | ISBN (vertaling)   | Vertaler                                                |
| ---------------- | ------------------ | ---------------------------- | ---------------- | -------------------- | ------------------ | ------------------------------------------------------- |
| 1993             | The Secret History | De Verborgen Geschiedenis    | 1993             | Ambo Anthos          | ISBN 9789023467212 | Barbara de Lange                                        |
| 2002             | The Little Friend  | De Kleine Vriend             | 2002             | De Bezige Bij        | ISBN 9789023484141 | Christien Jonkheer, Barbara de Lange en Babet Mossel    |
| 2013             | The Goldfinch      | Het Puttertje                | 2013             | De Bezige Bij        | ISBN 9789023491477 | Sjaak de Jong, Paul van der Lecq en Arjaan van Nimwegen |

### Korte verhalen
- Tam-O'-Shanter, 19 april 1993. in The New Yorker
- A Christmas Pageant, december 1993, in Harper's Magazine 287. 1723. p. 45+.
- A Garter Snake, mei 1995.
- The Ambush, 25 juni 2005. in The Guardian

### Non-fictie
- Basketball Season, 1993.
- Team Spirit: Memories of Being a Freshman Cheerleader for the Basketball Team, april 1994. in Harper’s Magazine, p. 37-40.
- Het Land Van De Papaver, 2004. Vertaling door Babet Mossel.